# Кривина (област Русе)
Вижте пояснителната страница за други значения на Кривина.
За другото българско село Кривина вижте Кривина (София-град)
Кривинà е село в Северна България. То се намира в община Ценово, област Русе.

## География
Село Кривина се намира в Северната част на Централна Северна България. Според административното деление на страната, районът влиза в състава на Русенска област. Териториално той е разпределен между три общински съвета и отстои на 21 км от гр. Свищов и на 30 км от гр. Бяла
Тук завършва своя 286-километров път р. Янтра, разляла се с красиви меандри в обширната Вардим-Кривинска низина. Между двата големи острова Вардим и Батин, р. Дунав изменя посоката си на североизток, като прави лек завой към Влашката низина. На самия завой, до неголяма тополова гора, се открива устието на р. Янтра.
Алувиално-ливадните почви заемат изцяло Вардим-Кривинската низина. Тяхното богатство на органични вещества и водопропускливостта им ги прави годни за обработка.

## История
В землището на село Кривина се намира римския кастел от IV век Ятрус. Кастелът е бил важен военен център, част от отбранителната линия от крепости на римляните по поречието на река Дунав – Дунавски лимес. Археологическите разкопки разкриват реликви от римско и византийско време. Крепостта е разрушена от аварските племена в началото на VII век.
В крепостта са открити останки от три християнски църкви, строени последователно една върху друга. Първата е строена в третата четвърт на IV век и е опожарена през първата четвърт на V век. Втората сграда функционира през втората половина на V век, а третата е по-голяма от първите две и е използвана от началото на VI век до разрушаването на крепостта в началото на VII век.
Българско градище е изградено на същото място между VII-VIII век. То е било обградено от солиден каменен зид с отбранителни кули. През 1958 г. при археологически разкопки са открити източната порта, обществени и частни постройки, две християнски базилики, златни монети от X в., различни сечива и др.
При избухването на Балканската война един човек от Кривина е доброволец в Македоно-одринското опълчение.

## Редовни събития
Като едно от най-значимите събития може да се посочи честването на празника на село Кривина. Всяка година на 2 юни се отбелязва съществуването на това, така интересно село. Кметът организира програма с народни певци, рецитал на младото поколение, както и празнична заря. Една от най-вълнуващите традиции е спектакълът с мотори и запалени факли, като изпълнителите също са жители на селото. На последния празник бяха поканени и няколко члена на клуб „Традиция“ – град Русе. За финал на вечерта се формира голямо хоро на центъра на селото, към което се включват всички присъстващи.